# Cymbidium suavissimum
Cymbidium suavissimum là một loài thực vật có hoa trong họ Lan. Loài này được Sander ex C.H.Curtis mô tả khoa học đầu tiên năm 1928.